# NGC 186
NGC 186 (również PGC 2291 lub UGC 390) – galaktyka soczewkowata (SB0-a), znajdująca się w gwiazdozbiorze Ryb. Odkrył ją 6 grudnia 1850 roku Bindon Stoney – asystent Williama Parsonsa. Niezależnie odkrył ją Heinrich Louis d’Arrest 23 września 1862 roku.